# Areta de Cirene
Areta de Cirene em grego clássico: Ἀρήτη ou Arate de Cirene (viveu entre os séculos IV e V) foi filha de Aristipo de Cirene, um seguidor de Sócrates.

## Biografia
Ela aprendeu filosofia pelo seu pai, Aristipo, que aprendeu filosofia de Sócrates. Por sua vez, Arete ensinou filosofia ao seu filho - Aristipo o Novo - pelo que este foi apelidado de "Ensinado pela mãe" (em grego clássico: μητροδίδακτος). Areta é por vezes descrita como a sucessora de seu pai na direção da escola cirenaica, mas pode ter sido o seu filho a fundar formalmente a escola.
Entre as falsas Epístolas socráticas (datadas provavelmente do 1º século) há uma carta fictícia de Aristipo dirigida a Areta. Nesta carta, Areta é representada como vivendo uma vida razoavelmente próspera em Cirene. Aristipo diz-lhe que "ainda tens dois jardins, o suficiente para uma vida luxuosa; a propriedade de Berenice, mesmo que fosse deixada sozinha, não deixaria de te proporcionar um padrão de vida muito elevado". Aristipo sugere-lhe que, depois da morte dele, ela deveria "ir para Atenas, depois de ter dado a Aristipo [o Novo] a melhor educação possível". Ele sugere-lhe que ela deveria viver com Xântipe e Myrto, e que deveria olhar para Lamprocles como se fosse seu filho, e que ela devia adoptar "a filha de Eubois que costumavas tratar como se fosse livre". Acima de tudo, ele exorta-a a "cuidar do pequeno Aristipo para que ele possa ser digno de nós e da filosofia; essa é a verdadeira herança que lhe deixo, já que nos outros aspectos da sua vida ele terá os oficiais em Cirene como seus inimigos".
John Augustine Zahm (escrevendo sob o pseudónimo de Mozans), alegou que o estudioso do século XIV Giovanni Boccaccio teve acesso a alguns dos "escritores Gregos iniciais", o que permitiu a Boccaccio dar um elogio especial a Areta "pela variedade e amplitude das suas realizações":
É dito que ela ensinou filosofia natural e moral nas escolas e academias de Ática durante trinta e cinco anos, que escreveu quarenta livros, e que contou entre os seus discípulos cento e dez filósofos. Ela gozava de tão boa estima entre os seus conterrâneos que estes inscreveram no seu túmulo um epitáfio que a declarava o esplendor da Grécia e que possuía a beleza de Helena, a virtude de Penélope, a caneta de Aristipo, a alma de Sócrates e a língua de Homero.